# AZ Groeninge
AZ Groeninge (in de huisstijl: az groeninge) is een supraregionaal ziekenhuis in de Belgische stad Kortrijk. Het ziekenhuis is het resultaat van een fusie van drie katholieke ziekenhuizen en één OCMW-ziekenhuis.

## Geschiedenis

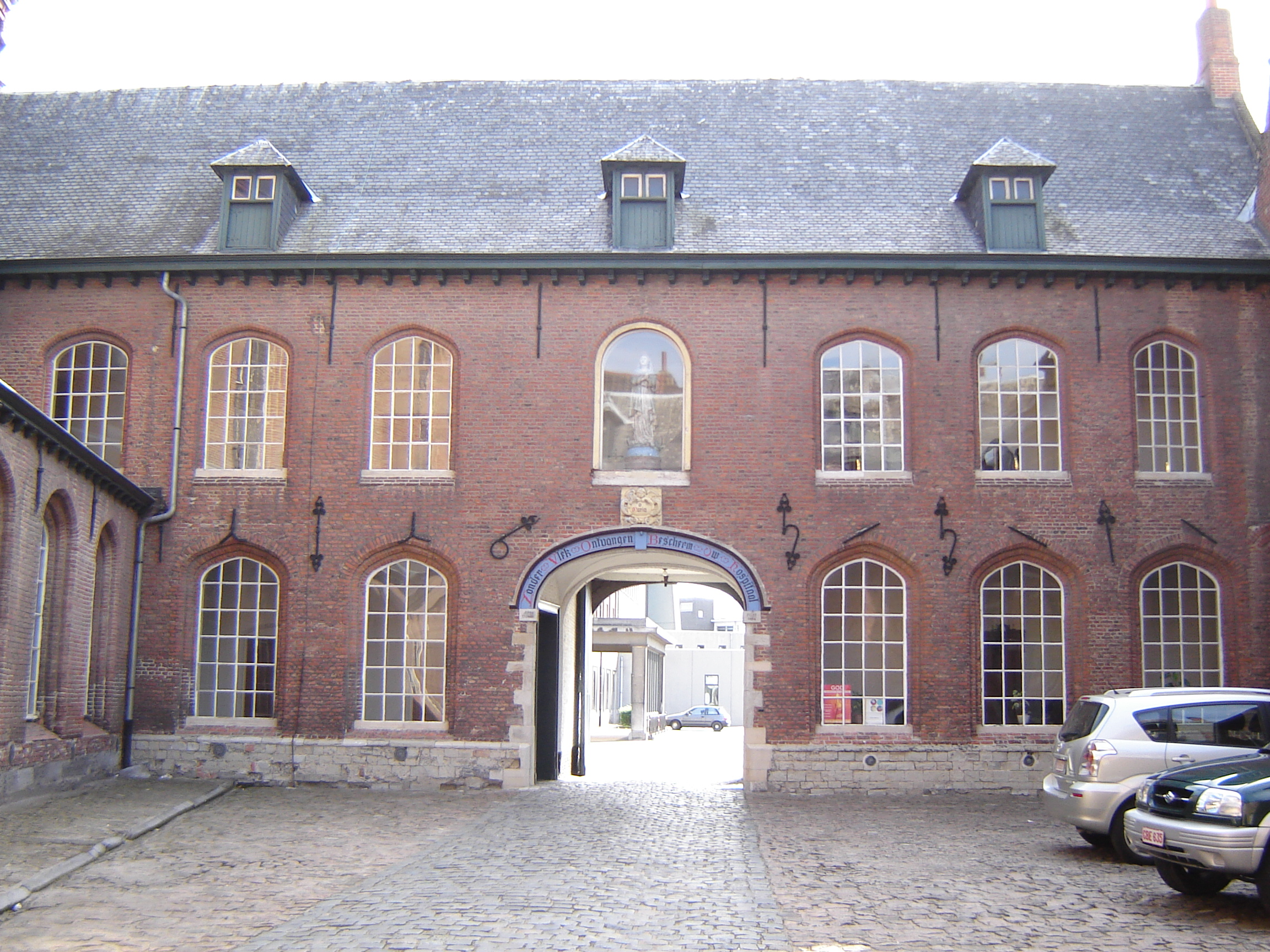
Zicht op de 17e-eeuwse binnenkoer van het klooster binnen de campus Reepkaai (voorheen Onze-Lieve-Vrouw) van het AZ Groeninge of het voormalige Onze-Lieve-Vrouwehospitaal

De geschiedenis van het ziekenhuis gaat terug tot de 13e eeuw en behoort daarmee tot de oudste ziekenhuizen van het land. Het is een pluralistisch ziekenhuis dat het resultaat is van de fusie van een OCMW-ziekenhuis met drie private katholieke ziekenhuizen.
In 2003 fuseerden vier voormalige Kortrijkse ziekenhuizen: Kliniek Maria's Voorzienigheid in de Loofstraat (gesticht in 1937), het in 1211 gestichte Onze-Lieve-Vrouwehospitaal, het Sint-Niklaasziekenhuis (1958) en het Sint-Maartenziekenhuis aan de Burgemeester Vercruysselaan (1955). Bij de fusie werden alle specialisaties gecentraliseerd op één campus. In 2005 werd gestart met de bouw van een groot ziekenhuis nabij het Ei in Kortrijk. Vanaf 2012 moesten de campussen Sint-Maarten en Maria's Voorzienigheid naar deze nieuwbouw verhuizen. Tussen 12 en 30 april 2010 verhuisde de campus Houtmarkt en opende de nieuwe campus Kennedylaan. In april 2017 sloten de campus Loofstraat en de vestiging aan de Burgemeester Vercruysselaan en verhuisden alle centra en verpleegeenheden naar campus Kennedylaan.

## Heden

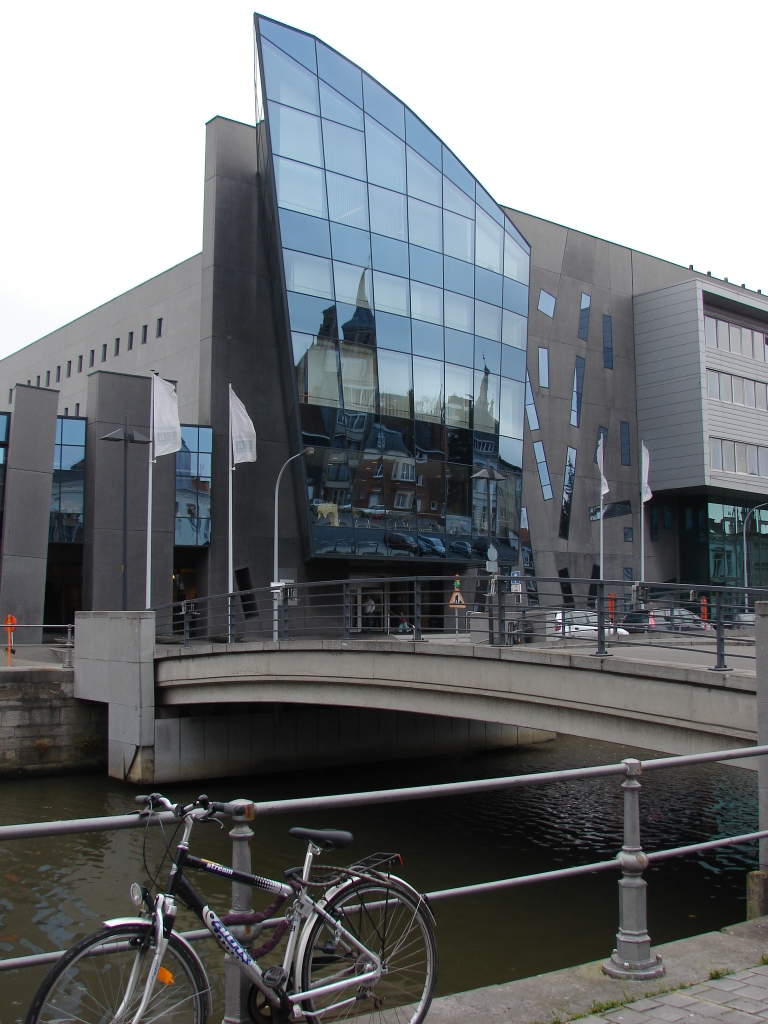
De campus Onze-Lieve-Vrouw van het AZ Groeninge

Ziekenhuis AZ Groeninge is in beddenaantal (1046 acute bedden; 57 kraambedden) het op vier na grootste ziekenhuis van het land, na het UZ van de KU Leuven, het Ziekenhuis Netwerk Antwerpen, het Grand Hôpital de Charleroi en het AZ Sint-Jan Brugge-Oostende AV. Naar aantal bedden op één locatie is het zelfs het tweede grootste ziekenhuis, na het Universitair Ziekenhuis Leuven.
Het AZ Groeninge is tevens een opleidingscentrum zowel voor studenten geneeskunde als assistenten in opleiding in verschillende specialismen. Het beschikt onder meer over een afdeling Radiotherapie, een erkende borstkliniek, twee MRI-toestellen en een PET-CT-scan.
Er is netwerkvorming en samenwerking met naburige ziekenhuizen zoals het Onze-Lieve-Vrouw van Lourdesziekenhuis te Waregem, het Jan Ypermanziekenhuis te Ieper, de ziekenhuizen in Moeskroen en Doornik, en het AZ Sint-Jan te Brugge. Het AZ Groeninge maakt deel uit van het Vlaams Ziekenhuisnetwerk van het Universitair Ziekenhuis van de KU Leuven en werkt voor opleiding van studenten en assistenten ook samen met het UZ Gent.
Sinds 2009 is er eveneens een formele samenwerking voor opleiding, onderzoek en dienstverlening met de Kortrijkse universiteit KULAK, de Université Lille Nord de France en het Centre Hospitalier Universitaire Lille. Het ziekenhuis neemt actief deel aan verschillende klinische studies.
Het ziekenhuis was in 2021 een van de drie door de Europese Organisatie van Kankerinstituten (OECI) geaccrediteerd als een geïntegreerd multidisciplinair centrum voor kankerbehandeling en -onderzoek.